# Njuktjajaure (Jokkmokks socken, Lappland, 737263-165096)
Njuktjajaure är en sjö i Jokkmokks kommun i Lappland och ingår i Luleälvens huvudavrinningsområde. Sjön har en area på 0,101 kvadratkilometer och ligger 498 meter över havet. Njuktjajaure ligger i Udtja Natura 2000-område.

## Delavrinningsområde
Njuktjajaure ingår i det delavrinningsområde (736925-165338) som SMHI kallar för Förgrening. Medelhöjden är 512 meter över havet och ytan är 40,33 kvadratkilometer. Räknas de 7 avrinningsområdena uppströms in blir den ackumulerade arean 157,1 kvadratkilometer. Naustajåkkå (Tjavelekjåkkå) som avvattnar avrinningsområdet har biflödesordning 4, vilket innebär att vattnet flödar genom totalt 4 vattendrag innan det når havet efter 256 kilometer. Avrinningsområdet består mestadels av skog (56 procent) och sankmarker (42 procent). Avrinningsområdet har 0,55 kvadratkilometer vattenytor vilket ger det en sjöprocent på 1,4 procent.